# Reelin' in the Years

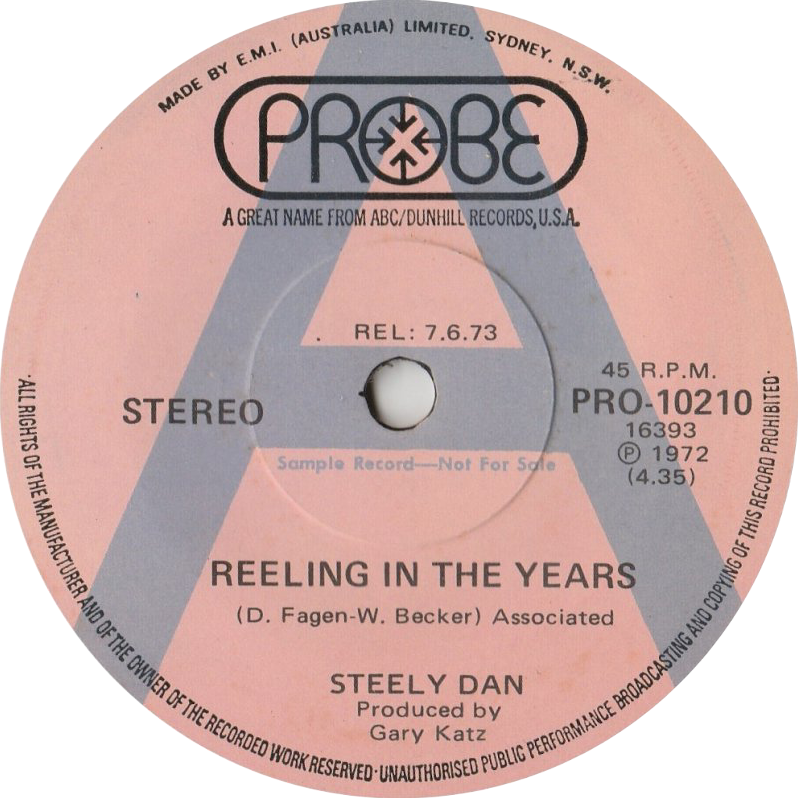
"Reelin' in the Years" by Steely Dan; A-side label of the Australian single release

"Reelin' In the Years" (por vezes intitulada "Reeling In the Years") é uma canção de rock da banda estadunidense Steely Dan, lançada como o segundo single de seu álbum de estreia de 1972, Can't Buy a Thrill. Ele alcançou a posição # 11 na parada Billboard Hot 100 dos EUA.
A canção é notória por conta de seu aclamado solo de guitarra, tocado pelo guitarrista Elliott Randall, que  foi classificado como o 40º melhor solo de guitarra de todos os tempos pelos leitores da revista Guitar World magazine e o oitavo melhor pela Q4 Music.

## Escrita e Recepção crítica
A canção foi escrita por Donald Fagen e Walter Becker e apresenta Fagen nos vocais. Em 2009, a revista Rolling Stone descreveu a faixa como "um excelente exemplo inicial do que se tornaria a marca registrada do Steely Dan, casando uma despedida sardônica com um ex com um ritmo agitado e aleatório e adicionando um deslumbramento de guitarra em brasa, cortesia de Elliott Randall para trazer tudo para casa".
No The Guardian, Alexis Petridis afirmou que a canção é "excelente e provou ser altamente influente". Dan Weiss, da Billboard, classificou-a em 1º lugar nas 15 melhores canções de Steely Dan, escrevendo: "A música de rock'n'roll mais direta que Steely Dan já fez é um de seus sucessos mais reconhecidos, um embaralhamento implacavelmente feliz com um tango de duplo solos de guitarra que poderiam ter vindo do Thin Lizzy.” Dominique Scappucci chamou-a de "uma canção pop magistral" e acrescentou: "As letras contêm tons sombrios, a música é imaculada e consegue balançar enquanto soa bem sem esforço."

## Solo de guitarra
O solo de guitarra na versão original, gravada pelo guitarrista Elliott Randall, foi gravado em apenas uma tomada. Foi classificado pelo guitarrista do Jimmy Page, como seu solo favorito de todos os tempos, ao qual ele deu uma 12 de 10. Em 2016, o solo foi classificado como o 40º melhor solo de guitarra de todos os tempos pelos leitores da revista Guitar World.
A mixagem quadrifônica de quatro canais da gravação tem preenchimentos de guitarra solo extras não ouvidos na versão estéreo de dois canais mais comum.

## Regravações e trilhas-sonoras
A canção foi usada nas trilhas-sonoras dos filmes For Love of the Game e The Devil's Rejects e na série de televisão The Wonder Years.

## Créditos Musicais
- Steely Dan
  - Donald Fagen – piano, vocal principal e vocal de apoio
  - Denny Dias – guitarra base
  - Walter Becker – baixo
  - Jim Hodder – bateria
- Músicos convidados
  - Elliott Randall – guitarra solo
  - Jeff Baxter – guitarra base
  - Victor Feldman – percussão

## Desempenho nas Paradas Musicais
| Parada Musical (1973) | Desempenho |
| --------------------- | ---------- |
| KMR                   | 62         |
| RPM Top Singles       | 15         |
| Billboard Hot 100     | 11         |
| Cash Box Top 100      | 7          |
| Record World          | 6          |

| Parada Musical (1973)  | Desempenho |
| ---------------------- | ---------- |
| Canada                 | 90         |
| U.S. Billboard Hot 100 | 68         |
| U.S. Cash Box Top 100  | 87         |

## Certificação
| Região | Certificação | Vendagem  | Ref.   |
| ------ | ------------ | --------- | ------ |
| (BPI)  | prata        | 200,000 + | [ 18 ] |

## Regravações
A canção foi regravada por Donny e Marie Osmond.